# 佩里耶尔 (洛特-加龙省)
佩里耶尔（法語：Peyrière，法語發音：[peʁjɛʁ]）是法国洛特-加龙省的一个市镇，属于马尔芒德区。

## 地理
佩里耶尔（44°34'32"N, 0°19'4"E）面积8.14 平方千米，位于法国新阿基坦大区洛特-加龍省，该省份为法国西南部内陆省份，北起多爾多涅省，西接吉倫特省和朗德省，南至热尔省，东临塔恩-加龙省和洛特省。
与佩里耶尔接壤的市镇（或旧市镇、城区）包括：吉耶讷地区米拉蒙、康布、拉沙佩勒、皮斯朗皮永、塞什。

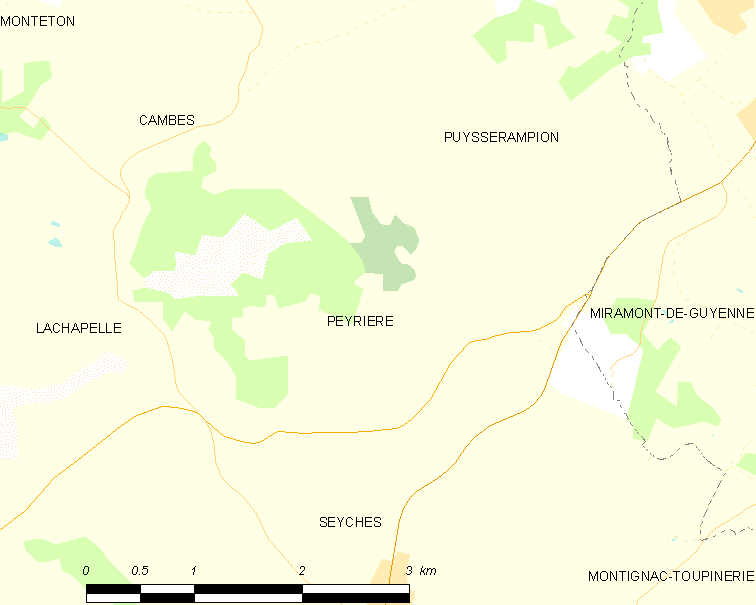
的OSM定位图

佩里耶尔的时区为UTC+01:00、UTC+02:00（夏令时）。

## 行政
佩里耶尔的邮政编码为47350，INSEE市镇编码为47204。

## 政治
佩里耶尔所属的省级选区为德罗河谷县。

## 人口

1962-2008年间人口变化图示

佩里耶尔于2022年1月1日时的人口数量为290人。